# NGC 7466
NGC 7466 est une galaxie spirale située dans la constellation de Pégase. Sa vitesse par rapport au fond diffus cosmologique est de 7 160 ± 25 km/s, ce qui correspond à une distance de Hubble de 105,6 ± 7,4 Mpc (∼344 millions d'al). NGC 7466 a été découverte par l'astronome français Édouard Stephan en 1873. Elle fut redécouverte indépendamment par l'astronome français Guillaume Bigourdan le 19 novembre 1895 et par la suite listée comme étant IC 5281 au sein de l'Index Catalogue.
La classe de luminosité de NGC 7466 est II et elle présente une large raie HI. Elle renferme ébalement des régions d'hydrogène ionisé. De plus, elle est aussi une galaxie active de type Seyfert 2.
NGC 7466 est une galaxie dont le noyau brille dans le domaine de l'ultraviolet. Elle figure dans le catalogue de Markarian sous la désignation MK 1127.
À ce jour, 14 mesures non basées sur le décalage vers le rouge (redshift) donnent une distance de 90,936 ± 9,761 Mpc (∼297 millions d'al), ce qui est à l'intérieur des valeurs de la distance de Hubble. Notons cependant que c'est avec la valeur moyenne des mesures indépendantes, lorsqu'elles existent, que la base de données NASA/IPAC calcule le diamètre d'une galaxie et qu'en conséquence le diamètre de NGC 7446 pourrait être d'environ 49,0 kpc (∼160 000 al) si on utilisait la distance de Hubble pour le calculer.